# Голям щипок
Голям щипок (Cobitis elongata) е вид лъчеперка от семейство Cobitidae.

## Разпространение
Видът е разпространен в Австрия, Босна и Херцеговина, България, Република Македония, Румъния, Словения, Сърбия, Хърватия и Черна гора.